# Dziurawa Czuba
Die Dziurawa Czuba (slowakisch Deravá veža) ist ein Berg an der polnisch-slowakischen Grenze in der Hohen Tatra mit 2155 m. ü.N.N. im Massiv der Szpiglasowa Grań.

## Lage und Umgebung
Die Staatsgrenze verläuft über den Hauptgrat der Tatra, auf dem sich die Dziurawa Czuba befindet. Unterhalb des Gipfels liegen zwei Täler, die Dolina za Mnichem als Seitental des Tals Dolina Rybiego Potoku im Norden und die Temnosmrečianska dolina im Süden. 
Vom Gipfel der Szpiglasowa Turniczka im Westen wird die Dziurawa Czuba durch den Bergpass Niżnie Szpiglasowe Wrótki getrennt, von dem östlich gelegenen Gipfel Głaźna Czuba durch den Bergpass Głaźne Wrótki.

## Etymologie
Der polnische Name Dziurawa Czuba lässt sich als Löchriger Gipfel übersetzen und kommt von den vielen kleinen Höhlen im Berg, von denen die Studnia w Dziurawej Czubie die größte ist. Eine Kletterroute auf den Gipfel führt durch diese Höhle.

## Flora und Fauna
Trotz ihrer Höhe besitzt die Dziurawa Czuba eine bunte Flora und Fauna. Es treten zahlreiche Pflanzenarten auf, insbesondere hochalpine Blumen und Gräser. Neben Insekten und Weichtieren sowie Raubvögeln besuchen auch Murmeltiere und Gämsen den Gipfel.

## Besteigungen
Erstbesteigungen:
- Sommer Zygmunt Klemensiewicz am 20. August 1906
- Winter Stanisław Leszczycki und Władysław Midowicz am 17. April 1929

## Tourismus
Auf die Szpiglasowa Czuba führt derzeit kein markierter Wanderweg. Der Kammweg, der ebenfalls über ihren Gipfel verlief, ist aufgrund zahlreicher Unfälle geschlossen worden.

### Routen zum Gipfel
Der gelb markierte Wanderweg Ceprostrada auf den Szpiglasowy Wierch in ihrer Nähe führt über den Bergpass Szpiglasowa Przełęcz. Als Ausgangspunkt für diesen eignen sich die Berghütten Schronisko PTTK nad Morskim Okiem sowie Schronisko PTTK w Dolinie Pięciu Stawów Polskich.